# Route régionale 207 (Maroc)
Pour les articles homonymes, voir Route 207.
La route régionale 207 ou 207 était un axe routier important du Maroc permettant de réduire considérablement le temps de trajet entre Marrakech et Essaouira. Il était long de 113 km et reliait les villes de Chichaoua et Essaouira. Elle a été réalisée par le dédoublement et le réaménagement de la route régionale R207 et ouverte à la circulation en 2010. En 2018, elle a été absorbée par la N8.

## Sectionnement
- Chichaoua - Sidi Mokhtar : 25 km
- Sidi Mokhtar - Tafetachte : 23,5 km
- Tafetachte - Ounagha : 26,5 km
- Ounagha - Essaouira: 23,5 km

## Sorties
- : Chichaoua
- : Amdel
- : Sidi Mokhtar
- : Tafetachte
- : Tleta Henchane
- : Ounagha
- : Aéroport Essaouira - Mogador
- : Essaouira

## Financement
Cette voie rapide requiert une enveloppe globale de 490 millions de DH ; 170 millions sont à la charge du ministère, et la Région et le conseil provincial doivent débourser respectivement 150 et 20 millions. Le reliquat, soit 150 millions, constitue la contribution du Fonds Hassan II sous forme d’un prêt à la Caisse pour le financement routier.